# Acraea aureola
Acraea aureola är en fjärilsart som beskrevs av Eltringham 1911. Acraea aureola ingår i släktet Acraea och familjen praktfjärilar. Inga underarter finns listade i Catalogue of Life.